# 铁方镁石
铁方镁石（英語：Ferropericlase）
或菱鎂礦（magnesiowüstite, 是一種鎂和鐵的氧化物，化學式為 (Mg,Fe)O。 它與硅酸鹽鈣鈦礦（silicate perovskite） ((Mg,Fe)SiO3) 被認爲為地幔的主要成分之一。硅酸鹽鈣鈦礦是具有鈣鈦礦結構的矽酸鎂鐵。一些天然鑽石中的包裹體含鐵方鎂石。含異常高鐵質的鑽石可能來自最下的地幔 
。 在地核附近的地幔有一些離散的超低地震波速區，這些被認為是鐵方鎂石積聚処，因為在高壓高溫下，地震波在穿鐵方鎂石時會明顯減慢
。 2018 年 5 月，方鎂石被證明在下地幔的高壓下，具有異向性。根據這異向性，地震學家和地質學家能由不同方向的地震波和波速度變化量，來判斷這些超低速帶是否確實是方鎂石。

#### 自旋過渡帶
研究地幔礦物中鐵元素的電子自旋態變化，是在鐵方鎂石中進行的實驗。 樣品在激光加熱的金刚石压砧，達到下地幔的高溫高壓條件，使用同步加速器 X 射線光譜儀測量自旋狀態。 結果表明，在從 1000 公里到 2200 公里的深度範圍內，隨著深度的增加，鐵從高自旋狀態向低自旋狀態變化

。這自旋狀態的變化導致密度隨深度的增加值比預期的高，也造成粘度的強烈變化。

#### 地幔豐度
铁方镁石 (Mg,Fe)O 約佔地球下地幔體積的 20%，僅次於矽酸鹽鈣鈦礦 (Mg,Fe)SiO3 礦物相； 它也是下地幔中鐵的主要礦物。 在地幔過渡帶的底部，γ-橄欖石互變轉化為鈣鈦礦和鐵方鎂石的混合物。反應如下：
γ–(Mg,Fe)2[SiO4] ↔ (Mg,Fe)[SiO3] + (Mg,Fe)O
下地幔的礦物相也常被稱為菱鎂礦（magnesiowüstite）。